# Rim Banna

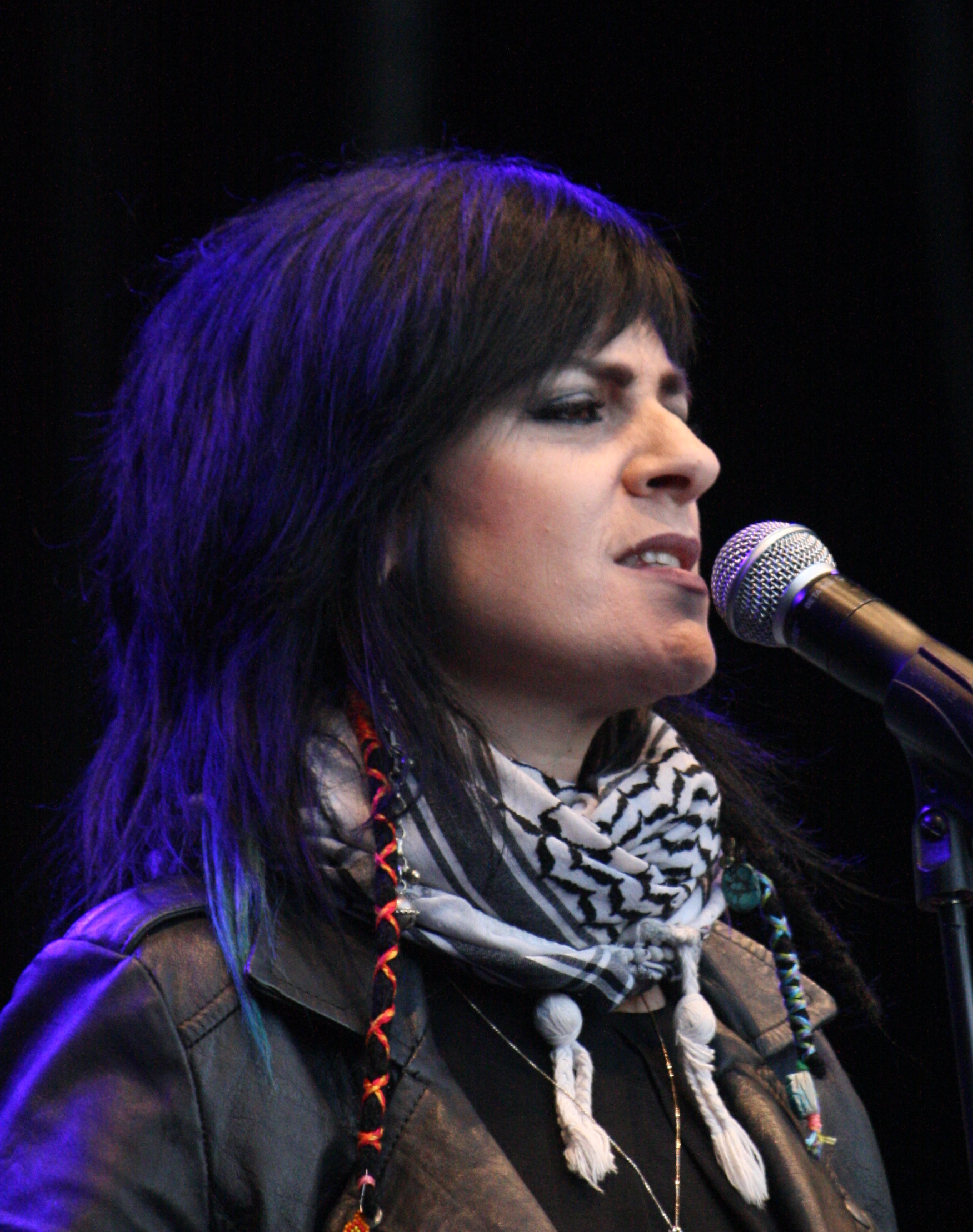
Rim Banna in Oslo (2014)

Rim Banna (arabisch ريم بنا; * 8. Dezember 1966 in Nazareth, Israel; † 24. März 2018 in Nazareth) war eine palästinensische Sängerin und Komponistin, die vor allem durch ihre Interpretationen traditioneller palästinensischer Lieder und Gedichte bekannt war.

## Herkunft und Ausbildung
Banna kam 1966 im nordisraelischen Nazareth zur Welt, wo sie die Nazareth Baptist School besuchte. Sie absolvierte ein Musikstudium am Konservatorium in Moskau.

## Karriere
Banna erreichte erste Popularität in den frühen 1990er Jahren, als sie eigene Versionen von traditionellen palästinensischen Kinderliedern veröffentlichte, die in Vergessenheit zu geraten drohten. Heute wird den Schallplattenaufnahmen von Rim Banna zugeschrieben, dass viele dieser Lieder und Verse erhalten blieben und in palästinensischen Familien wieder gesungen werden.

Banna komponierte eigene Lieder und vertonte palästinensische Gedichte. Ihre Botschaft war oft auf das Leiden der Palästinenser ausgerichtet, vor allem auf die Situation im Westjordanland. Ihre Musik wurde beschrieben als „eindringlich, gefühlvoll, manchmal an der Grenze zum Kitsch.“ Sie selbst beschrieb ihre Musik als ein Mittel der kulturellen Selbstbehauptung: 
 Ein Teil unserer Arbeit besteht darin, traditionelle palästinensische Texte ohne Melodien zu sammeln. Damit die Texte nicht verloren gehen, versuchen wir, für sie Melodien zu komponieren, die modern, aber von der traditionellen palästinensischen Musik inspiriert sind.

Dabei ahmte Banna nicht nur traditionelle Techniken und Präsentationen der Stücke nach, die sie interpretierte. Sie mischte sie mit modernen Gesangsstilen, denn 
Orientale Gesangstechniken sind meist ornamental… Aber meine Stimme ist eher zweidimensional, kompakter. Ich versuche, Lieder zu schreiben, die zu meiner Stimme passen. Ich will in jeder Hinsicht etwas Neues schaffen. Und dazu gehört auch, den Menschen anderswo die Musik und die Seele der Palästinenser näher zu bringen.
Sie hatte Liveauftritte im Westjordanland und erreichte viele Zuhörer in Gaza durch Livewebcasts. 2009 trat sie erstmals bei einem Konzert in Syrien auf, 2011 in Tunesien, 2012 in Beirut.

### Lullabies from the Axis of Evil
Banna wurde auch in Europa populär, nachdem der norwegische Musikproduzent Erik Hillestad sie eingeladen hatte, an der CD Lullabies from the Axis of Evil (2003) mitzuwirken, und die norwegische Sängerin Kari Bremnes, die auf der CD auch ein Duett mit Rim Banna sang, sie nach Oslo einlud. Banna nahm an und die beiden Künstlerinnen veranstalteten ein gemeinsames Konzert.
Das Album, das als „musikalische Antikriegsbotschaft an US-Präsident Bush von Sängerin aus Palästina, dem Irak, dem Iran und Norwegen“ bezeichnet wurde, brachte diese Frauen zusammen mit anderen aus Nordkorea, Syrien, Kuba und Afghanistan, um traditionelle Wiegenlieder aus ihren Ländern in Duetten mit englischsprachigen Künstlerinnen zu singen, um über die Übersetzung der Lieder auch ein westliches Publikum zu erreichen.

### Mirrors of My Soul
Mirrors of My Soul von 2005, das allen palästinensischen und arabischen politischen Gefangenen in den israelischen Gefängnissen gewidmet war, stellte eine stilistische Abkehr von Bannas bisherigem Schaffen dar. Es wurde in Zusammenarbeit mit einem norwegischen Quintett produziert und zeichnete sich durch einen „westlichen Pop-Stil“ aus, der mit nahöstlichen Modal- und Vokal-Strukturen sowie arabischen Texten verschmolzen wurde (Robert Kaye). Obwohl sich der Stil von früheren Aufnahmen unterscheidet, blieb die Thematik dieselbe. Das Album enthält „Lieder der Verzweiflung und Hoffnung“ über das Leben „eines kämpfenden Volkes und sogar ein Lied über den verstorbenen PLO-Führer und Präsidenten der Palästinensischen Autonomiegebiete Yassir Arafat, das sowohl nachdenklich als auch subtil ist“ (Lars Drabløs).

## Privates
Sie lebte mit ihren drei Kindern in Nazareth. Ihren Ehemann, den ukrainischen Gitarristen Leonid Alexeyenko, hatte sie während ihres Studiums in Moskau kennengelernt. Sie heirateten 2001 und wurden 2010 geschieden.
Banna starb in ihrer Heimatstadt Nazareth am 24. März 2018 nach langjährigem Krankheitsverlauf an Brustkrebs.

## Diskografie
- 1985: Jafra
- 1986: Your tears Mother
- 1993: The Dream
- 1995: New Moon
- 1996: Mukaghat
- 2002: Al Quds Everlasting

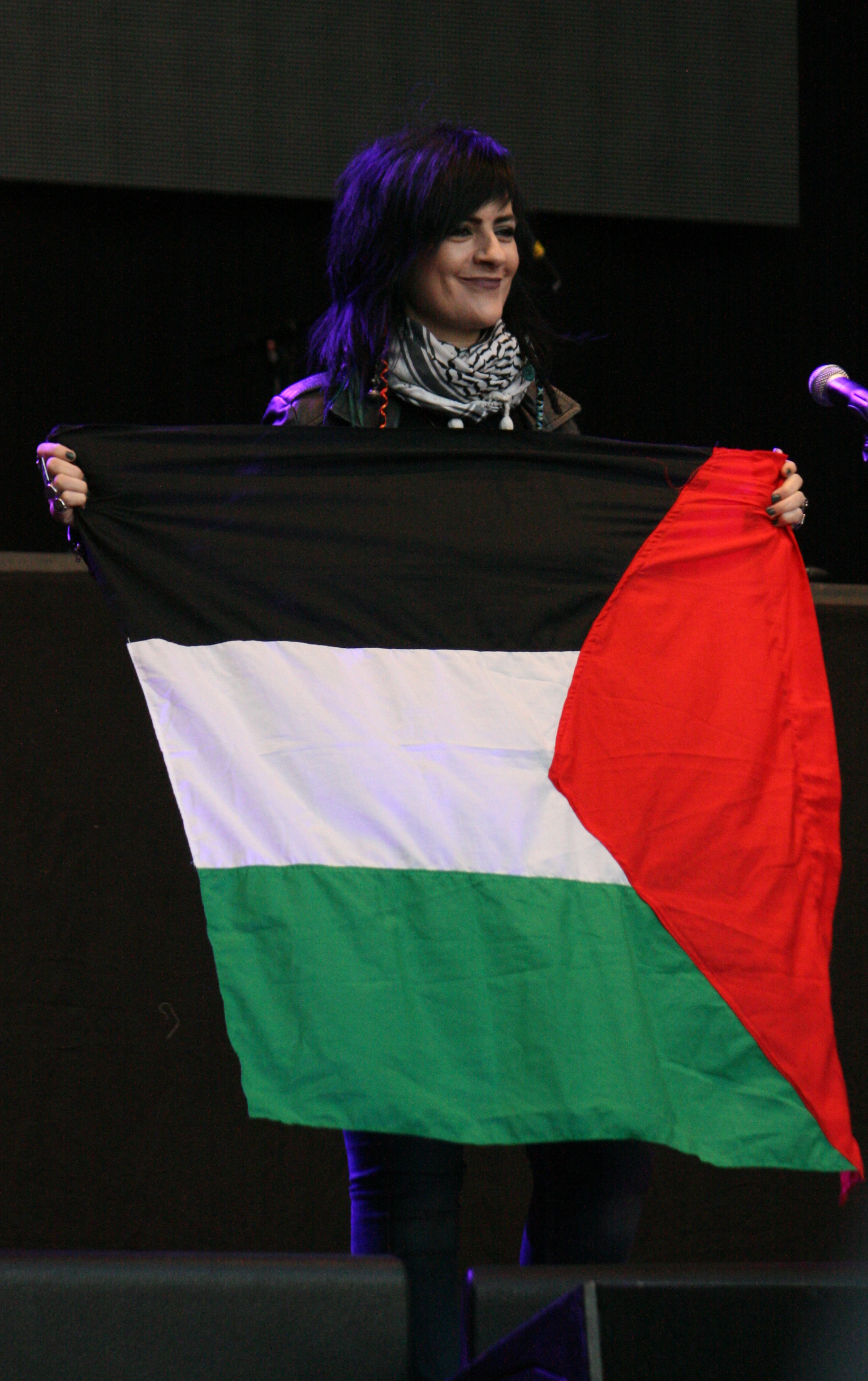
Rim Banna (2014)

- 2003: Krybberom mit SKRUK (Kirkelig Kulturverksted)
- 2003: Lullabies from the Axis of Evil mit verschiedenen Künstlerinnen (Kirkelig Kulturverksted)
- 2005: The Mirrors of My Soul (Kirkelig Kulturverksted, US distribution: Valley Entertainment[13])
- 2006: This was not my story mit Henrik Koitz
- 2007: Seasons of violet (Kirkelig Kulturverksted)
- 2008: Songs across Walls of Separation mit Künstlern aus dem Nahen Osten, Afrika, Zentralamerika, Nordamerika und Europa (Kirkelig Kulturverksted)
- 2009: April Blossoms (Kirkelig Kulturverksted)
- 2010: A Time to cry mit drei palästinensischen Sängern (Kirkelig Kulturverksted, aufgenommen in einem Haus im Jerusalemer Stadtteil Sheikh Jarrah, das von Räumung bedroht war)
- 2011: Tomorrow (Bokra, Song des US-amerikanischen Komponisten Quincy Jones, der Rim Banna als Repräsentantin Palästinas auswählte für ein Album und einen Videoclip)
- 2013: Revelation of Ecstasy and Rebellion (Kirkelig Kulturverksted)
- 2014: Songs from a Stolen Spring gemeinsam mit mehreren Künstlern (Kirkelig Kulturverksted)

### Singles (Auswahl)
- 2013: Supply Me With An Excess Of Love
- 2013: The Taste Of Love

## Filmografie
- 2000: Al-sabbar[14]

## Auszeichnungen
- 2013: Ibn-Ruschd-Preis